# Amangu pugio
Amangu pugio är en insektsart som beskrevs av Kenneth Hedley Lewis Key 1976. Amangu pugio ingår i släktet Amangu och familjen Morabidae. Inga underarter finns listade i Catalogue of Life.